# Lancer du poids masculin aux championnats du monde d'athlétisme 2023
Pour des articles plus généraux, voir Championnats du monde d'athlétisme 2023 et Lancer du poids aux championnats du monde d'athlétisme.
Navigation
Eugene 2022 Tokyo 2025
L'épreuve du lancer du poids masculin des championnats du monde de 2023 se déroule le 19 août 2023 au sein du Centre national d'athlétisme à Budapest, en Hongrie.

## Mimimas
La période de qualification est comprise entre le 31 juillet 2022 et le 30 juillet 2023. Le minima de qualification est fixé à 21,40 m.

## Résultats

### Qualifications
Qualification : 21,20 m (Q) ou les 12 meilleures performances (q).
| Rang | Groupe | Athlète                | Pays               | Essais | Essais | Essais | Marque | Notes |
| Rang | Groupe | Athlète                | Pays               | 1      | 2      | 3      | Marque | Notes |
| ---- | ------ | ---------------------- | ------------------ | ------ | ------ | ------ | ------ | ----- |
| 1    | A      | Darlan Romani          | Brésil             | 22.37  |        |        | 22.37  | Q     |
| 2    | A      | Zane Weir              | Italie             | 20.81  | 21.82  |        | 21.82  | Q     |
| 3    | B      | Tom Walsh              | Nouvelle-Zélande   | 21.73  |        |        | 21.73  | Q     |
| 4    | B      | Joe Kovacs             | États-Unis         | 21.59  |        |        | 21.59  | Q     |
| 5    | B      | Payton Otterdahl       | États-Unis         | 21.16  | 21.54  |        | 21.54  | Q     |
| 6    | A      | Jacko Gill             | Nouvelle-Zélande   | 20.83  | 21.49  |        | 21.49  | Q     |
| 7    | A      | Ryan Crouser           | États-Unis         | 21.48  |        |        | 21.48  | Q     |
| 8    | A      | Filip Mihaljević       | Croatie            | 21.10  | 20.03  |        | 21.10  | q     |
| 9    | B      | Armin Sinančević       | Serbie             | 20.39  | X      | 20.92  | 20.92  | q     |
| 10   | A      | Rajindra Campbell      | Jamaïque           | 19.83  | X      | 20.83  | 20.83  | q     |
| 11   | B      | Mostafa Amr Hassan     | Égypte             | 20.62  | 20.81  | X      | 20.81  | q     |
| 12   | B      | Leonardo Fabbri        | Italie             | 19.41  | X      | 20.74  | 20.74  | q     |
| 13   | A      | Chukwuebuka Enekwechi  | Nigeria            | X      | 20.41  | 20.68  | 20.68  |       |
| 14   | A      | Mohamed Magdi Hamza    | Égypte             | 20.26  | 20.68  | X      | 20.68  |       |
| 15   | B      | Uziel Muñoz            | Mexique            | 20.62  | 19.96  | 20.42  | 20.62  |       |
| 16   | B      | Tomáš Staněk           | Tchéquie           | X      | 20.41  | 19.91  | 20.41  |       |
| 17   | B      | Welington Morais       | Brésil             | 20.30  | 19.87  | 19.95  | 20.30  |       |
| 18   | A      | Scott Lincoln          | Royaume-Uni        | 20.18  | 19.77  | 20.22  | 20.22  |       |
| 19   | A      | Asmir Kolašinac        | Serbie             | 20.01  | X      | 19.95  | 20.01  |       |
| 20   | A      | Josh Awotunde          | États-Unis         | 19.98  | X      | X      | 19.98  |       |
| 21   | B      | Marcus Thomsen         | Norvège            | 19.97  | X      | X      | 19.97  |       |
| 22   | A      | Mesud Pezer            | Bosnie-Herzégovine | 19.40  | 19.26  | 19.86  | 19.86  |       |
| 23   | A      | Eric Favors            | Irlande            | 19.34  | 19.52  | 19.65  | 19.65  |       |
| 24   | A      | Burger Lambrechts, Jr. | Afrique du Sud     | 19.46  | 19.52  | X      | 19.52  |       |
| 25   | A      | Michał Haratyk         | Pologne            | 19.27  | 19.49  | 19.51  | 19.51  |       |
| 26   | B      | Nazareno Sasia         | Argentine          | X      | X      | 19.51  | 19.51  |       |
| 27   | A      | Francisco Belo         | Portugal           | 19.24  | X      | X      | 19.24  |       |
| 28   | B      | Konrad Bukowiecki      | Pologne            | 18.25  | 19.21  | X      | 19.21  |       |
| 29   | A      | Roman Kokoshko         | Ukraine            | 18.56  | 19.09  | 19.17  | 19.17  |       |
| 30   | B      | Tsanko Arnaudov        | Portugal           | X      | 19.03  | 19.17  | 19.17  |       |
| 31   | B      | Odysseas Mouzenidis    | Grèce              | 18.48  | X      | 19.08  | 19.08  |       |
| 32   | B      | Fred Moudani-Likibi    | France             | X      | X      | 18.88  | 18.88  |       |
| 33   | A      | Mark Bujnowski         | Canada             | 17.71  | 18.57  | 18.84  | 18.84  |       |
| 34   | B      | Kyle Blignaut          | Afrique du Sud     | 17.89  | 18.82  | X      | 18.82  |       |
| 35   | A      | Balázs Tóth            | Hongrie            | 17.37  | X      | 17.27  | 17.37  |       |
|      | B      | Bob Bertemes           | Luxembourg         | X      | X      | X      | NM     |       |
|      | B      | Andrei Toader          | Roumanie           | X      | X      | X      | NM     |       |

### Finale
| Rang               | Athlète            | Nationalité      | Essais | Essais | Essais | Essais | Essais | Essais | Marque | Notes |
| Rang               | Athlète            | Nationalité      | 1      | 2      | 3      | 4      | 5      | 6      | Marque | Notes |
| ------------------ | ------------------ | ---------------- | ------ | ------ | ------ | ------ | ------ | ------ | ------ | ----- |
| Médaille d'or      | Ryan Crouser       | États-Unis       | 22.63  | 22.98  | 22.28  | x      | x      | 23.51  | 23.51  | CR    |
| Médaille d'argent  | Leonardo Fabbri    | Italie           | x      | 21.26  | 22.34  | x      | x      | 21.22  | 22.34  | PB    |
| Médaille de bronze | Joe Kovacs         | États-Unis       | 21.55  | x      | 21.23  | 21.88  | 22.12  | 21.07  | 22.12  |       |
| 4                  | Tomas Walsh        | Nouvelle-Zélande | x      | 21.69  | 21.93  | 21.40  | 22.05  | 21.51  | 22.05  |       |
| 5                  | Payton Otterdahl   | États-Unis       | 20.08  | 20.47  | 21.01  | 21.78  | 21.86  | 21.73  | 21.86  |       |
| 6                  | Jacko Gill         | Nouvelle-Zélande | 20.33  | 21.46  | 21.76  | 21.33  | 21.02  | 21.28  | 21.76  |       |
| 7                  | Filip Mihaljević   | Croatie          | 20.32  | 20.32  | 20.88  | 21.57  | x      | 21.44  | 21.57  |       |
| 8                  | Darlan Romani      | Brésil           | 21.31  | 21.10  | x      | x      | 21.41  | x      | 21.41  |       |
| 9                  | Armin Sinančević   | Serbie           | 20.78  | 20.18  | x      |        |        |        | 20.78  |       |
| 10                 | Mostafa Amr Hassan | Égypte           | x      | 20.14  | 20.17  |        |        |        | 20.17  |       |
| 11                 | Zane Weir          | Italie           | x      | 19.99  | x      |        |        |        | 19.99  |       |
|                    | Rajindra Campbell  | Jamaïque         | x      | x      | x      |        |        |        | NM     |       |

## Légende
Records et Performances
- AR : Record continental (area record)
- CR : Record des championnats (championship record)
- MR : Record du meeting (meet record)
- NR : Record national (national record)
- OR : Record olympique (olympic record)
- PR : Record paralympique (paralympic record)
- PB : Record personnel (personal best)
- SB : Meilleure performance personnelle de la saison (season's best)
- WL : Meilleure performance mondiale de l'année (world leader)
- WJR : Record du monde junior (world junior record)
- WR : Record du monde (world record)

Circonstances et Conditions
- DNF : N'a pas terminé (did not finish)
- DNS : N'a pas pris le départ (did not start)
- DQ : Disqualification (disqualification)
- NM : Aucun essai valable enregistré (No Mark)
- Q : Qualifié « directement » au prochain tour (ou à la prochaine compétition), lors d'une compétition majeure, grâce au classement ou à la réalisation des minima (automatic qualifier)
- q : Qualifié au prochain tour (ou à la prochaine compétition), lors d'une compétition majeure, grâce au repêchage ou à la réalisation de l'une des meilleures performances parmi celles des « non qualifiés directement » (grâce au meilleur temps ou à la meilleure distance par exemple) (secondary qualifier)